# Wellington Luís de Sousa
Wellington Luís de Sousa (Ourinhos, 11 februari 1988) is een Braziliaans voetballer die doorgaans als aanvaller speelt onder de namen als Wellington of Wellington Tanque.

## Carrière

### Internacional
Wellington speelde in de jeugd van SC Internacional in Brazilië, alwaar hij in 2007 in het eerste elftal terechtkwam. In datzelfde jaar werd hij verhuurd aan AD São Caetano. Ook het jaar erop werd hij verhuurd. Ditmaal aan Náutico, waar hij vijf maal scoorde in veertien duels.

### Hoffenheim
In augustus van 2008 werd hij overgenomen door TSG 1899 Hoffenheim die dat jaar hun Bundesliga debuut maakten. De Duitse club betaalde 4,5 miljoen euro voor de aanvaller. De spits moest voornamelijk genoegen nemen met invalbeurten en kwam in zijn eerste seizoen tot 18 optredens, waarin hij driemaal doel trof. De daaropvolgende seizoenen viel hij uit de kern en werd hij verhuurd aan FC Twente en later aan Fortuna Düsseldorf. Tijdens geen van beide uitleenbeurten wist hij te imponeren. Begin 2011 trok hij terug naar zijn geboorteland waar hij een contract tekende bij Figueirense FC.

### FC Twente
Vlak voor het sluiten van de transfermarkt in de zomer van 2009 werd Wellington door TSG 1899 Hoffenheim voor een jaar verhuurd aan FC Twente. De Nederlandse club bedong daarbij een optie tot koop. Hij kwam echter niet verder dan een drietal kortstondige invalbeurten in de competitie en na het seizoen besloot FC Twente de optie niet te lichten.
Hierna speelde hij een half seizoen op huurbasis bij Fortuna Düsseldorf en keerde in 2011, eerst op huurbasis, terug naar Brazilië. In zijn latere carrière was Wellington succesvol bij meerdere clubs in Japan.